# Symphonia Colonialis
Pour plus de détails, voir Fiche technique et Distribution.
Symphonia Colonialis est un film sur la musique classique brésilienne, tourné en 1991 et réalisé par le cinéaste allemand Georg Brintrup.

## Synopsis
Dans les archives de l’orchestre Ribeiro Bastos, a été trouvé une caisse plaine, contenant des documents du XVIIIe siècle complètement oubliés. Ceux-ci dataient, donc, d’une époque où le Brésil était encore une colonie de la couronne portugaise. Enthousiasmé par cette découverte, un jeune musicologue effectue le voyage à la petite ville de São João del Rei, dans l’état brésilien de Minas Gerais, où l’orchestre a son siège. Cet ensemble musical est composé surtout de musiciens mulâtres amateurs dont les ancêtres étaient des esclaves. L’orchestre a une tradition de plus de deux cents ans.
 
Dans les documents, quelques membres qui avaient appartenu à une compagnie d’opéra de Naples ayant voyagé au Brésil pour représenter « Nina, pazza d’amore », opéra de Giovanni Paisiello, décrivent leur voyage, la rencontre et la collaboration avec un compositeur nommé Antônio Francisco da Cunha, un mulâtre de São João del Rei. Celui-ci, grâce à ses talents musicaux, avait pu profiter, encore enfant, d’une loi particulière de Minas Gerais pour obtenir sa « Carta de Alforia », acte qui lui garantissait sa libération de la situation d’esclave. Admis comme membre d’une confraternité d’ex-esclaves, le jeune Antonio a eu la possibilité de parfaire ses talents et devenir un des plus importants compositeurs de musique baroque de l’état de Minas Gerais.  

Par ailleurs, toujours selon les documents, le compositeur cultivait une étroite amitié avec le poète Claudio Manuel Rezende, sympathisant de la « Inconfidencia Mineira », un mouvement d’indépendance clandestin. Comme conséquence d’avoir protégé Rezende sous son toit, Antonio Francisco a été, lui aussi, accusé de sympathies avec le mouvement, qui luttait, également, pour l’abolition de l’esclavage. Le poète a été capturé et mis à mort. Antonio Francisco, grâce à sa célébrité, a été amnistié. Mais à partir de ce moment, une idée pérenne ne le laissait vivre tranquille: celle de continuer à se considérer un esclave de la couronne de Portugal, malgré sa libération. Avec le vif souvenir de son origine, il s’est retiré et composa, entre autres œuvres, son célèbre Te Deum. La musique est devenue, à part entière, le seul vrai chemin de la liberté.

## Fiche technique
- Titre original : Symphonia Colonialis
- Réalisation : Georg Brintrup
- Scénario : Georg Brintrup, Fábio de Araújo
- Image : Luigi Verga

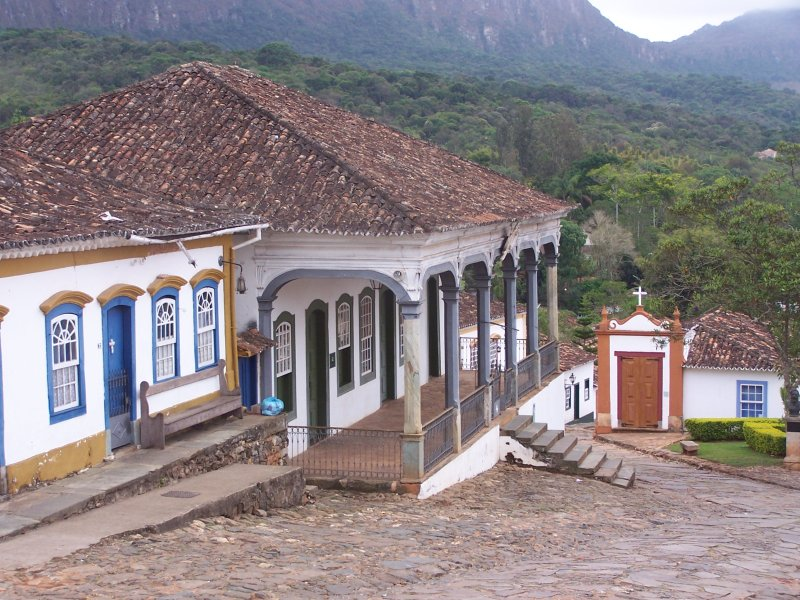
Tiradentes

- Script et montage : Graziana Quintalti
- Son: Hubrecht Nijhuis
- Mixage audio: Fausto Ancillai
- Costumes : Mamélia Dornelles, Silvana Fusacchia
- Musique : Divers auteurs
- Producteur executif : Suely Campos Franco
- Sociétés de production : Brintrup Filmproduktion, Roma
HR (Hessischer Rundfunk, Frankfurt) 
SWR Südwestfunk, Baden-Baden
- Pays d'origine :  Brésil  Italie  Allemagne de l'Ouest
- Dates de tournage : avril 1991
- Durée : 60 min, métrage  660 m
- Format : couleur - 16 mm - Monophonique
- Genre : Film musical
- Dates de sortie : Allemagne, 1er octobre 1991

## Distribution
- Elder G. da Silva Santos: Antônio Francisco da Cunha (giovane)
- Luiz António Rodrigues: Antônio Francisco da Cunha (adulto)
- Ivan Capua: musicologue
- José Maria Neves: chef d’orchestre / Ignácio Marcos Coutinho
- Luis d’Angelo Pugliese: João da Rocha
- Luciano Mauricio: Claudio Manuel Rezende
- Cynara Bruno: Giuditta Patti
- Stefano Oppedisano: Narrateur italien
- Caterina Venturini: Narratrice italien
- Renato Scarpa: Narrateur italien

## Autour du film
Le film, qui revêt la forme de l’essai cinématographique, offre une vision de l’arrière scène de la musique classique brésilienne, redécouverte seulement pendant les années 1940, grâce à des recherches musicologiques, en particulier celles de Francisco Curt Lange (1903–1997), musicologue germano-uruguayen. (1903–1997). 
Le sujet du film suit deux lignes parallèles dans deux époques différentes:
1. Le travail normal de l’orchestre Ribeiro Bastos [2] et pendant la Semaine Sainte de l’année 1991, à São João del Rei;
2. 2	La représentation de la biographie imaginaire du mulâtre Antônio Francisco da Cunha, depuis son esclavage jusqu’à son ascension comme compositeur de musique sacrée classique, pendant les années à cheval entre le XVIIIe  et le  XIXe siècle[3]. La biographie imaginaire de Da Cunha a été établie en utilisant des éléments et des épisodes de vie des biographies de compositeurs brésiliens de l’époque d’or de la musique baroque de Minas Gerais: João de Deus de Castro Lobo (1794–1832), José Joaquim Emerico Lobo de Mesquita (1746–1805), Ignácio Parreiras Neves (1730?–1794), Francisco Gomes da Rocha (1754?–1808), Marcos Coelho Neto (1763–1823), José Maurício Nunes Garcia (1767–1830) e Antônio dos Santos Cunha (1800–1822).

Les scènes anecdotiques du film ont été réalisées, pour la plupart, à Tiradentes, près de São João del Rei.

### Festivals y télétransmissions
La « Premiere » brésilienne du film a eu lieu en octobre 1991, pendant la XV édition du Festival international du film de São Paulo,. La première transmission TV a été en Allemagne, le 1er octobre 1991, dans la chaine SWF. La chaine HR a présenté le film le 30 août 1992 et en mars 1995. Pendant le « Festival du XVIIIe siècle » à Lecce (It.), le film a été projeté le 25 mai 2010.